# مانيما يونيون
اتحاد مانيما الرياضي (بالفرنسية: Association Sportive Maniema Union)‏ هو نادي كرة قدم يقع في كيندو ويلعب في دوري كونغو الديمقراطية الممتاز، تأسس النادي في 2005.

## تاريخ النادي

### تاريخ الأطقم
|  |  |  |  |  |  |  |  |